# 胡温体制
胡温体制（こおんたいせい）は江沢民の後の胡錦濤、温家宝による中国政権。二人の一字を取ってこう呼ばれる。第16回共産党大会での胡錦濤ら新指導部の発足を受け、総書記・江沢民、国務院総理・朱鎔基ら第三世代指導者が引退。閉幕までに党総書記兼国家主席・胡錦濤、国務院総理・温家宝らを選出し、第四世代の「胡－温体制」が本格的にスタートする。報告は農民の収入増や雇用拡大、失業者向けの社会保障制度の拡充を強調するなど、指導部交代に合わせて全体に安定を重視した内容である。 